# Варшавская сирена (фильм)
«Варшавская сирена» (пол. Warszawska syrena) — польский художественный фильм-киносказка, снятый в 1956 году режиссёрами Тадеушем Макарчиньским и Станиславом Барея на киностудии Rytm.
Премьера фильма состоялась 20 июля 1956 года.

## Сюжет
Киносказка, в которой использованы разные истории об основании и предыстории польской стлолицы Варшавы. Главные герои — Варс и Сава. Он кузнец в привислинском селе, она — дочь местного крестьянина и падчерица ведьмы, которая, которая тайно влюблена в Варса.
На пути их любви встретятся разные препятствия, но влюблённые всё преодолеют, благодаря силе их привязанности и помощи Сирены, легендарной полуженщине-полурыбе, заманивающей смертных в глубины реки Вислы.
В фильме присутствует ещё одна влюбленная пара — легендарные Кася и Мацек, живущие в глубинах Вислы и преследующие человеческий род, страшный колдун, злой дух Вислы, досаждающий рыбакам — Дзивун, философ-отшельник и другие.

## В ролях
- Ханна Зембжуская — Сирена, русалка
- Игор Смяловский — Варс, кузнец
- Барбара Поломская — Сава
- Веслав Михниковский — Мак
- Ханна Скаржанка — Кобылица
- Вацлав Янковский — Славей, отец Славы, муж Кобылицы
- Альфред Лодзинский — Дзивун
- Алисия Вышиньская — Кася, невеста Мацека
- Ян Кёхер — отшельник
- Евгениуш Соларский — глухой старик
- Лех Ордон — Голясь, купец, коммерсант
- Юзеф Клейер — купец
- Адам Мулярчик — Недоляс, покупатель
- Бронислав Павлик — Кот
- Влодзимеж Скочиляс — Ворон
- Ян Кобушевский — рыбак
- Кристина Борович — Плечуга
- Стефан Фридман — Гжесь
- Кароль Лещиньский — отец Мака
- Бронислав Дарский — крестьянин
- Станислав Михальский — крестьянин
- Тадеуш Сомоги — эпизод
- Халина Добровольская — эпизод
- Мечислав Каление — Ясик
- Януш Страхоцкий — Штефан
- Тадеуш Калиновский — эпизод